# Муромское реальное училище
Муромское реальное училище — среднее учебное заведение, действовавшее в городе Муроме (1875—1918).

## История
27 апреля 1872 года на заседании муромского городского общества было зачитано обращение члена городской думы Фёдора Дмитриевича Зворыкина на имя городского головы П. С. Зворыкина в котором он поднимал вопрос о низком качестве существующего на тот момент в городе образования и предлагал учредить в Муроме прогимназию.
12 сентября 1872 года гласным городской думы Сергеем Фроловичем Симоновым внимание членов думы было обращено на то, что 15 мая 1872 года в России был утверждён устав реальных училищ, более соответствующих потребностям провинциальных городов. После обсуждения вариантов финансирования нового учебного заведения, городской голова П. С. Зворыкин 12 марта 1873 года ходатайствовал перед попечителем Московского учебного округа и владимирским губернатором Владимиром Николаевичем Струковым о возбуждении ходатайства перед министерством народного просвещения об открытии в городе реального училища. 3 октября 1873 года заместитель министра И. Д. Делянов сообщил о положительном решении министерства. 23 апреля 1875 года императором Александром II было утверждено мнение Государственного совета об открытии в Муроме шестиклассного реального училища с отпуском на его содержание из государственного казначейства 14,6 тысячи рублей в год.
С 1875 по 1880 год училище размещалось в арендованном у купца М. А. Каратыгина доме. Открытие учебного заведения состоялось 1 октября 1875 года. Набор в первый и второй класс училища проходил с 10 по 16 сентября. В первый класс было принято 26 учеников, во второй — 12 человек (при конкурсе 4 человека на место). Несколько студентов были переведены из других учебных заведений — из Елатомской и Самарской мужских гимназий. Преподавание осуществляли пять человек.

## Здание училища

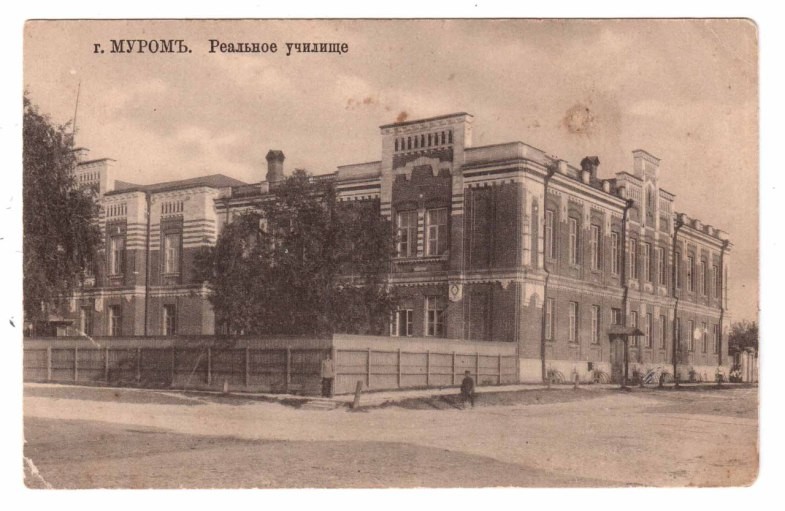

17 июня 1876 года в Муром был направлен архитектурный проект, выполненный архитектором Московского учебного округа Н. П. Дилекторским (1843—1912).

## Директора училища

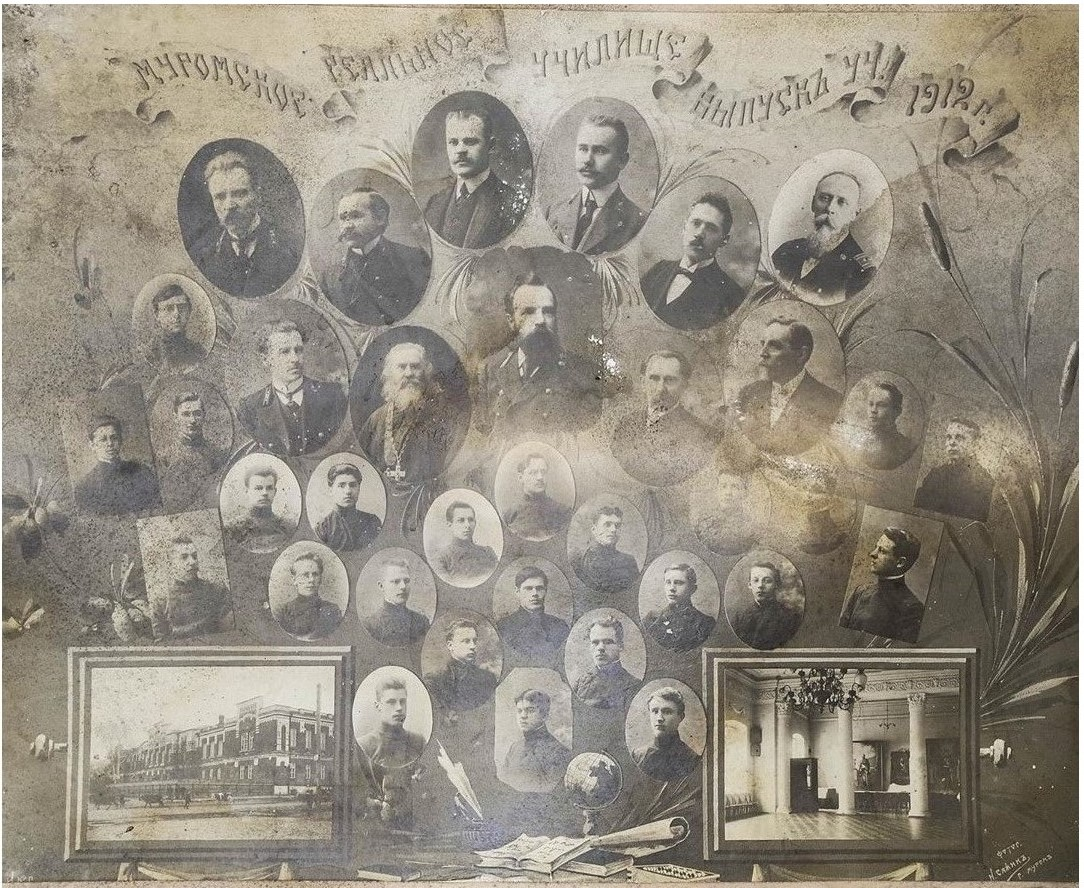
Выпускники 1912 года

- Зернов, Сергей Николаевич (1 августа 1875 — 1 августа 1877), надворный советник, в прошлом учитель 1-й Московской гимназии.
- Богомолов, Александр Иванович (1 августа 1877 — 1 ноября 1879)
- Леонович Александр Фаддеевич[вд] (1 ноября 1879 — 27 июня 1880)
- Морель Петр Карлович[вд] (3 июля 1880 — 12 июня 1886)
- Грацианский Константин Иванович[вд] (12 июня 1886 — 11 августа 1888)
- Зегер, Сергей Матвеевич (11 августа 1888 — 1 июля 1891), с 1892 года директор Московского реального училища
- Дружинин, Александр Иванович (1 июля 1891 — 3 августа 1896)
- Марков Гурий Федосеевич[вд] (3 августа 1896 — 11 августа 1900)
- Шольц, Владимир Германович (21 октября 1900 — август 1906)
- Лебедев, Александр Васильевич (29 июля 1906 — 17 августа 1907)
- Комарницкий Валериан Ипполитович[вд] (19 августа 1907 — 16 августа 1908), переведён в Тульскую гимназию.
- Морозов, Павел Яковлевич (1908—1909), статский советник.
- Смирнов, Иван Иванович[вд] (13 августа 1910 — 15 июня 1919)

## Попечители
- Емельянов, Владимир Макарович (12 января 1902 — ?)
- Гундобин, Владимир Васильевич (1860-е)

## Выпускники
См. также Выпускники Муромского реального училища
- Жадин, Владимир Иванович[1] (1896 — 1974) — зоолог, гидробиолог.
- Зворыкин, Владимир Козьмич[1] (1888 — 1982) — инженер, изобретатель телевидения.
- Зворыкин, Иван Дмитриевич[1]  (1870 — 1932) — инженер, изобретатель.
- Рябинин, Анатолий Николаевич[1]  (1874 — 1942) — геолог, палеонтолог.
- Рябинин, Константин Николаевич[1]  (1877 — 1955) — врач.